# Культура Фаурсміт
Культура Фаурсміт (Форсміт, Форсміс) (Fauresmith) — археологічна культура середнього палеоліту, в основному поширена в Південній Африці.
Названа за знахідками поблизу міста Фаурсміт в ПАР.
Стоянки типу Фаурсміт знайдені і на території Східної Африки аж до Ефіопії. На півдні Африки культура Фаурсміт змінила давньопалеолітичну культуру Стелленбос. Стоянки Фаурсміт зазвичай розташовувалися досить високо (вище 2000 м над рівнем моря). Для кам'яної індустрії Фаурсміт характерно збереження ангельських традицій (зустрічаються ручні рубила і знаряддя у формі рубилець). Найзвичайніші для культури Фаурсміт знаряддя зі сколів з нуклеусів, оброблених поздовжніми відколами. Розвивається леваллуазька техніка, нуклеуси набувають дископодібну форму. Гострокінечники виробляли з трикутних ретушованих сколів з ретушованим опуклим краєм. Відзначається поступове витіснення рубил і сокироподібних знарядь знаряддями зі сколів.